# 馬刺しが食べたい
『馬刺しが食べたい』（ばさしがたべたい）は、桜井さよるによる日本の漫画作品。
『少年ジャンプ+』（集英社）にて2024年4月30日から同年6月まで全6回が連載され、2024年9月4日に単行本全1巻が発売された。

## 概要
桜井さよるは北海道で複合商業施設のコーチャンフォーを運営するリラィアブルの社員でもある。桜井は高校生の頃に漫画賞を初受賞し、以降、漫画賞の受賞歴は4回を数える。読切作品が『週刊少年チャンピオン』（秋田書店）に掲載されたこともある。2023年9月には、コーチャンフォーの公式Xでの連載をまとめた公式コミックエッセイ『コーチャンフォーの社員が漫画を描いてみた!!』を出版しているが、本作は桜井の本格的な漫画家デビュー作であり、初連載作品である。
小説家・新川帆立は「いま人に薦めたい愛読マンガ」で「いま、最も注目している新人作家とその作品」として本作を挙げている。新川は「馬刺しネタでこれだけ押せるのがすごい」「幸せな気持ちになる読後感」と評し、「そして馬刺しが食べたくなる」と締めている。

## 連載までの経緯
コーチャンフォーでは、漫画の販売も行っていることから、漫画家のサイン会が開催されることもあり、桜井は仕事として漫画家サイン会に立ち会っていた。その漫画家サイン会に訪れていた集英社少年ジャンプ+の編集者に自身の大学の卒業制作作品として執筆していた漫画を紹介したところ、編集者からのアドバイスを受けてブラッシュアップを重ね、企画が提出され、連載が決定した。

## あらすじ

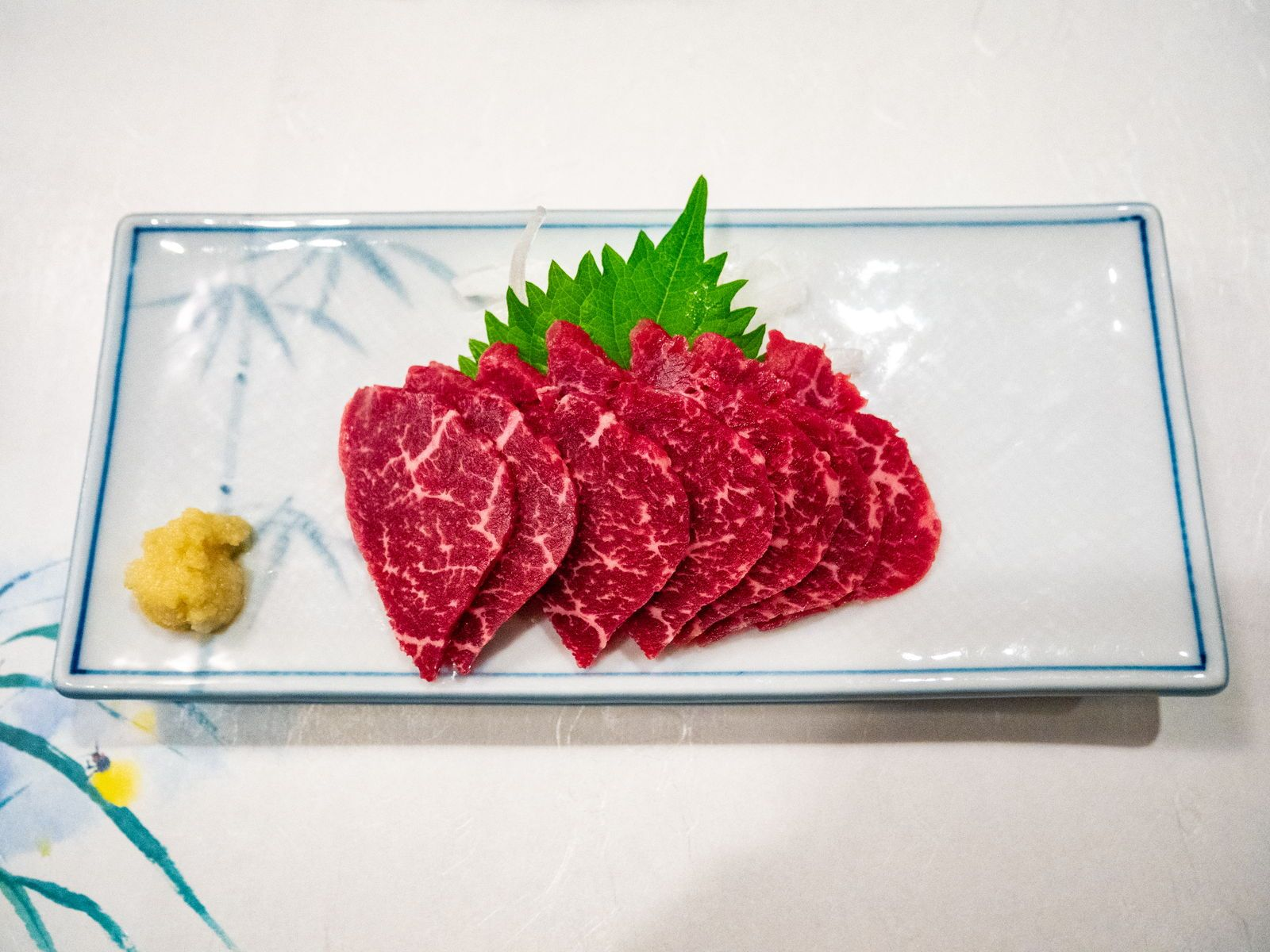
馬刺しの例

梅野かえでは美術部に所属する女子高生。「自分の好きなもの」のテーマにやけくそになって描いた馬刺しの絵が公募展にて大賞を受賞し、学内に掲示されてしまう。かえでは、その馬刺しの絵を見つめる強面男子高生・竹内聡巳に学校の裏庭への呼び出しを受ける。弁当持参で、と。
聡巳は、まともに食べられるのが白ご飯とタクワンくらいという極度の偏食家なのだが、かえでの絵を見ることで空腹を覚え、馬刺しを食べることができたというのだ。聡巳は母子家庭なのだが、その母親の料理がとてつもなく不味く、母の手料理を身体が受け付けなくなったことで偏食家になったのであった。母の愛情もわかるだけに、偏食を治したいからと、聡巳はかえでに協力を依頼する。かえでが描いたファミレスの料理を絵を見た聡巳は、腹が鳴り、ファミレスの料理を美味しくたいらげるのであった。
かえでの馬刺しの画は「見たら不妊が治った」「見たら仕事で成功した」などとSNS上では意味不明のバズりかたをもしており、掲示された画を奪うべく、かえでは聡巳を伴って夜間の校舎へ忍び込むが、美術部顧問教師に見つかってしまう。顧問は犯罪行為（不法侵入など）を不問とする代わりに、かえでに新しい絵を描いて、それが受賞すれば、掲示が差し替えになるとアドバイスを行う。
かえでの描いた料理の絵を見ては料理を美味しく食べる聡巳に、かえではいつでも聡巳が食べられるよう「聡巳が自分で作った料理を美味しそうに食べているところ」を描くことを約束する。しかし、かえでには人物画の技量が皆無であった。たまたま家に帰って来ていた姉‐美大在学中から高名な画家の弟子となり、その画家の海外での展覧会に自身の絵も展示してもらうという姉に相談を行う。かえでは自身が絵を描くようになったきっかけと、絵を描く動機を再認識し、姉から人物画について教わる。
「自分で作った数多くの料理を前に笑顔で食べる聡巳」の絵は大賞こそ逃したものの、展覧会で入賞を果たして校内の掲示は差し替えられる。かえでと聡巳との関係性が話題になるのではないかと心配されたが、生徒たちは満面の笑みで食べている男子が強面の聡巳だとは気づかずにいた。
かえでは姉と同じ美大へと進路を決め、聡巳は料理の専門学校へと進路を決めた。
時は流れ、料理の絵だけを集めたかえでの個展が開催される。自分の店を構えた聡巳の店をかえでは訪れ、2人して日本各地の馬刺しを食べに行くことを誓い合うのだった。

## 登場人物

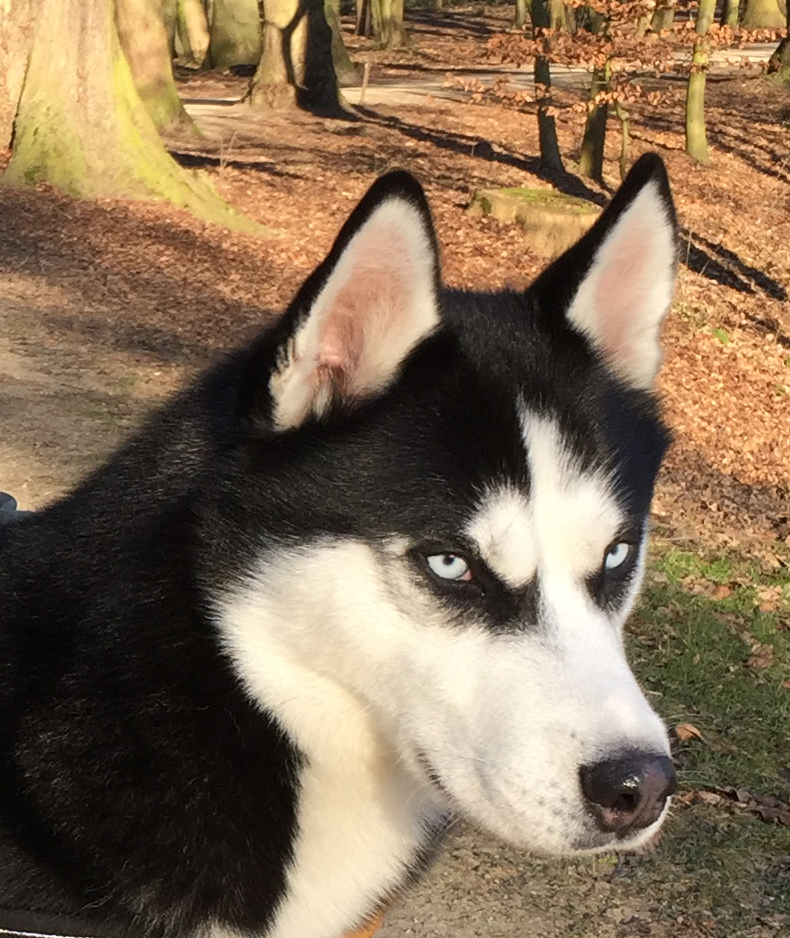
シベリアン・ハスキー

梅野かえで
家族で馬刺し好きであり、「女子高生の好物が馬刺し」というのにまったく違和感を抱いていない。もっとも積極的に周囲に馬刺し好きを広言するわけでもなく苺好きを標ぼうしていた。
姉に憧れる形で絵を描きだしたが、それも記憶の彼方となり、モチベーションも低下気味だった。当初は石膏デッサンくらいで人物画の練習をろくに行っていなかったが、姉の特訓を受けて大いに進歩する。
作者の桜井は、かえでは、変顔が豊かで、わかりやすい心情を表しており、読者に心情の共有を楽しんでほしいと語っている。
竹内聡巳
身長185センチメール超、筋肉質の身体に強面の男子高校生。「隣の高校の不良グループを壊滅させた」「ヤクザの息子」などの噂が絶えない。かえでの第一印象は犬のシベリアン・ハスキー。
超絶に料理下手の母親の元で育ったがために極度の偏食家となるが、弟たちの世話をするために料理を作ることが趣味になっており、腕前は巧い。ただし、味見は出来ないし、自分の料理を自分で食べようとしても吐き気を覚えるので、かえでを自宅に招いて絵に描いてもらうまでは自分の料理を食べたことはなかった。
表情豊かなかえでとは逆に怖い顔をしていることがほとんどだが、ストーリーが進むと表情の変化や何を考えているのかも見えてくるように描かれているので、その辺が楽しめるのではないかと桜井は語っている。

## 書籍情報
集英社ジャンプコミックスより全1巻。
- 2024年9月4日発売 ISBN 978-4-08-884150-2